# Lia Corelli
Lia Corelli (eigentlich Lelia Parodi; * 16. März 1922 in Genua; † 17. Dezember 1987 in Rom) war eine italienische Schauspielerin.

## Leben
Corelli, Tochter eines Bankdirektors, besuchte nach der Schulzeit zur Ausbildung ein technisches Institut, eine Tanzschule sowie Schauspielkurse. Nach Rom gezogen, nahm sie Kurse auch am Centro Sperimentale di Cinematografia. Nachdem sie bereits mit fünfzehn Jahren eine Filmrolle erhalten hatte, war sie ab 1942, mittlerweile diplomiert, in rund einem Dutzend von Kinofilmen zu sehen, ohne in den Kriegsjahren den Durchbruch zu schaffen. Nach Ende des Zweiten Weltkrieges nur noch seltener und bis 1950 für die Leinwand aktiv, zog sie sich nach ihrer Heirat mit Drehbuchautor und Regisseur Ivo Perilli 1953 gänzlich ins Privatleben zurück.
Corellis Schwester Nicoletta Parodi war ebenfalls als Schauspielerin tätig.

## Filmografie (Auswahl)
- 1937: Ho perduto mi marito!
- 1942: Finalmente soli
- 1949: Bitterer Reis (Riso amaro)
- 1950: Angelo und der Zufall (Angelo tra la folla)
- 1950: Sigillo rosso